# Hetta

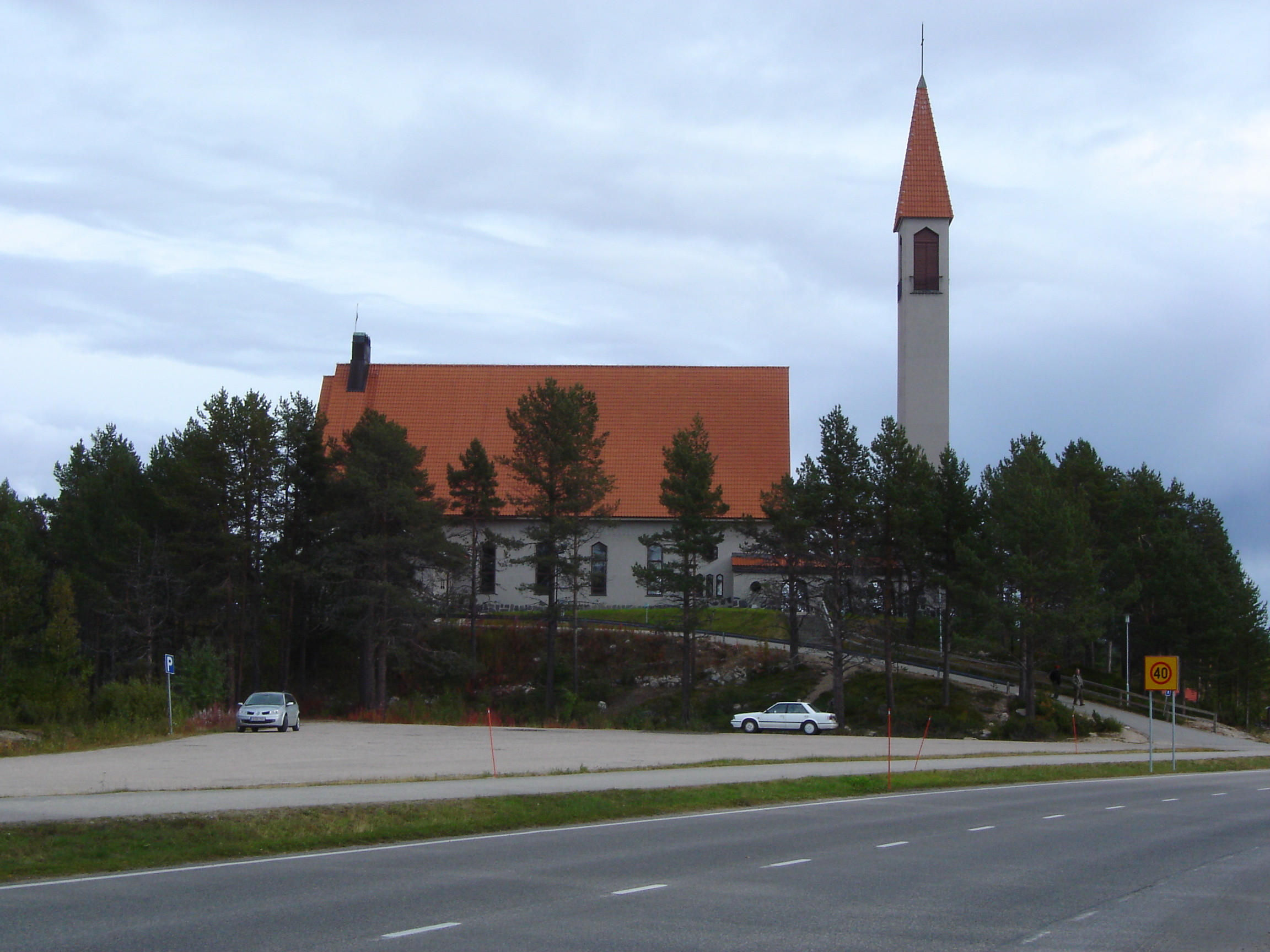
Iglesia de Enontekiö, levantada 1958.

Hetta o Heahttá es una localidad finlandesa que pertenece a la municipalidad de Enontekiö. Vecina de Ounasjärvi, se extiende desde el borde del lago Pallas-Yllästunturi hasta el parque nacional mismo. Con poco más de 800 habitantes, la población está formada por una minoría de Samis y una mayoría finesa.
En la capital del municipio, Enontekiö, se ubica la escuela y el instituto, la iglesia y el hospital regional. Además, cuenta con un Museo de tradiciones y una oficina postal. En el año 2009 recibió unos 17.683 viajeros a través del Aeropuerto de Enontekiö.

## Historia

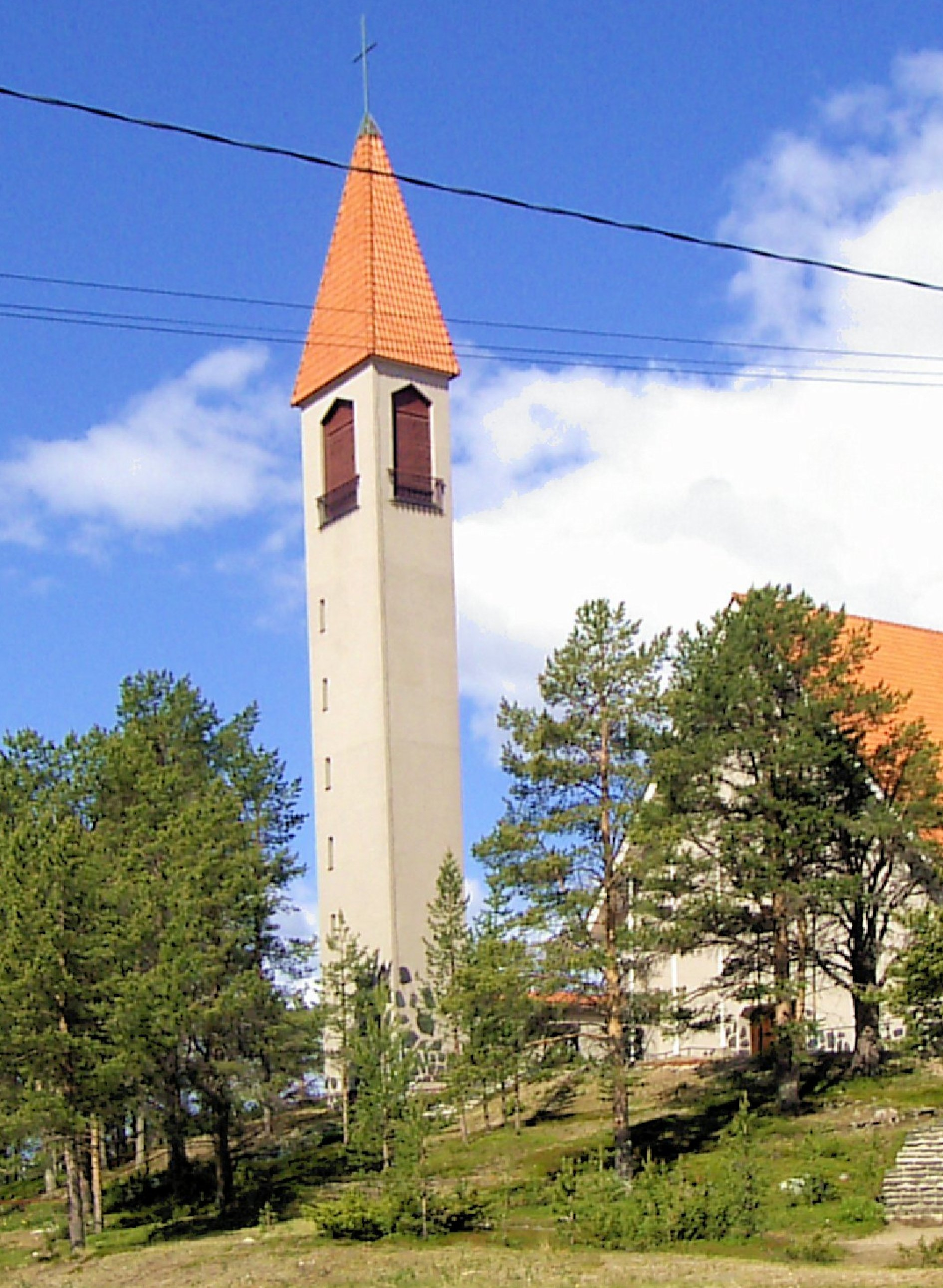
Iglesia de Enontekiö.

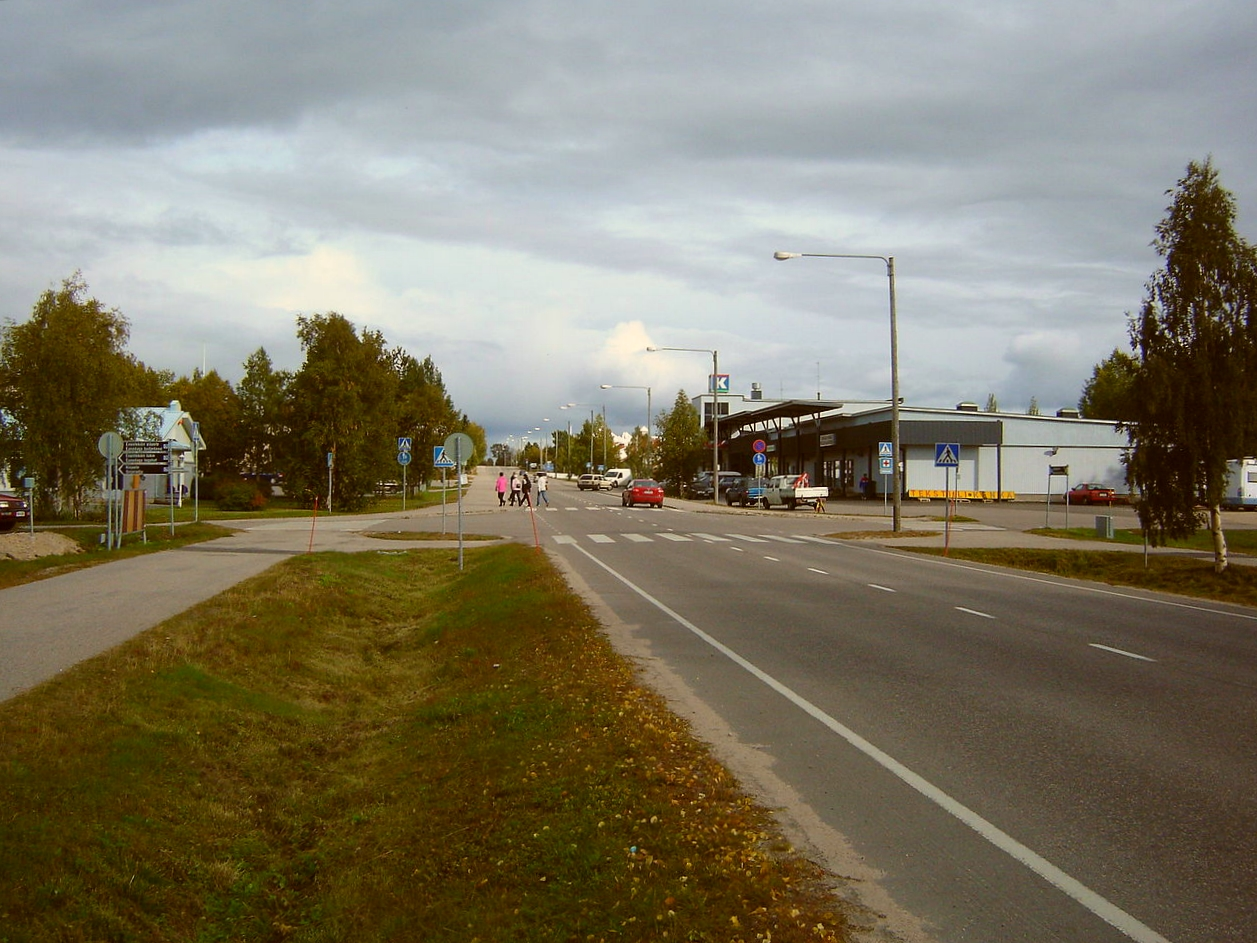
Calle principal de Hetta.

En la localidad se han hallado vestigios de la Edad de Piedra tales como instrumentos de caza, objetos decorativos, así como restos funerarios y varias tumbas. Estos primeros humanos, eran nómadas y vivían de la pesca y de la caza.
La primera mención por escrito de la localidad aparece en documentos del siglo XVII. Se cree que fueron los habitantes de Ylitornio, una aldea bañada por el del río Torne, en la orilla opuesta a Övertorneå, quienes a finales del siglo XVII se instalaron en Hetta. Se desconoce el año de instalación de la primera iglesia, aunque pudo ser 1864. En 1888 se levantó la primera escuela y ya en 1877 aparece Enontekiö como cabeza de partido.

## Particularidades

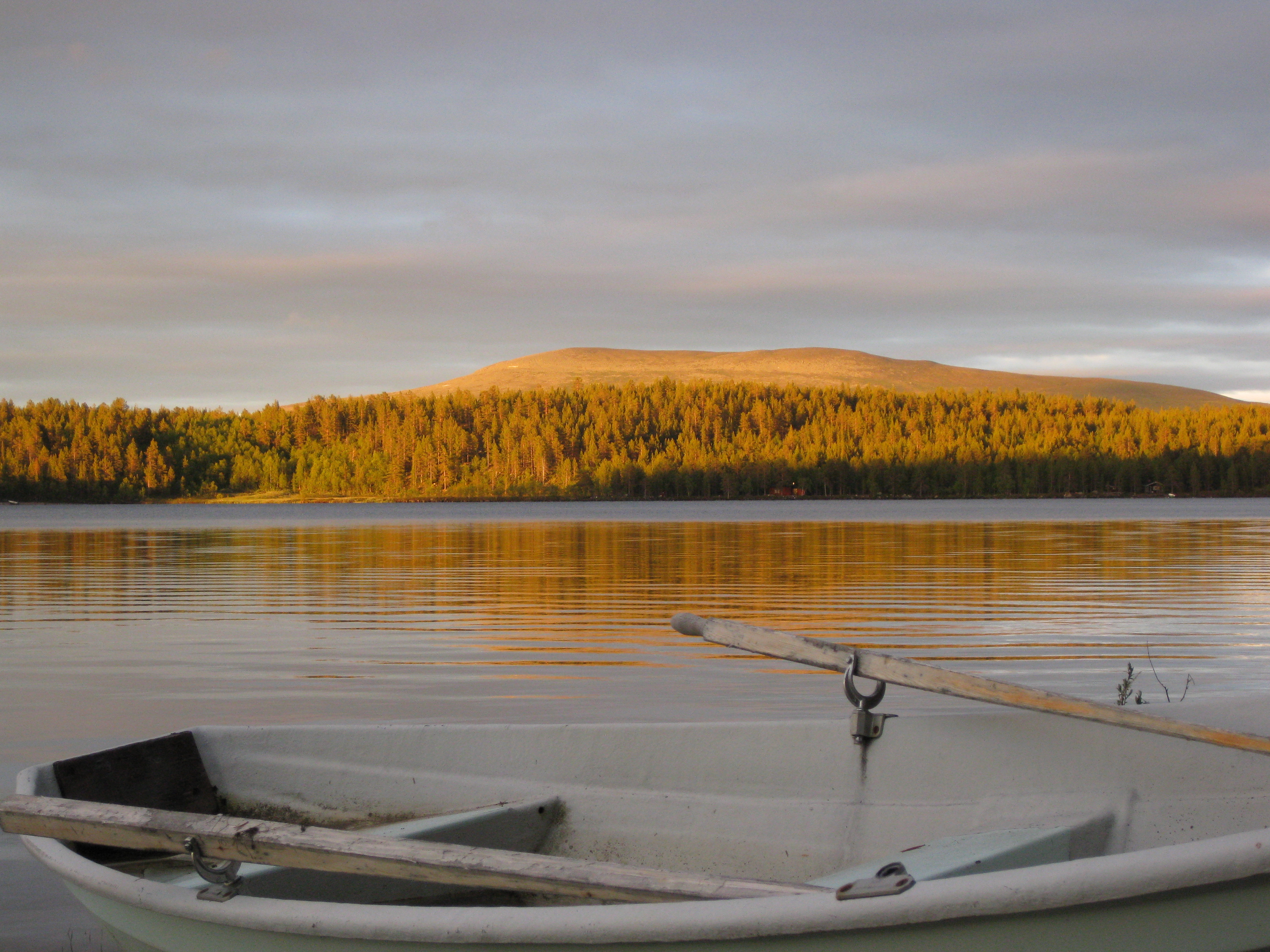
Ounasjärvi y Ounastunturi.

La iglesia de Enontekiö es el edificio más importante de Enontekiö. Durante la Guerra de Laponia fue destrozada y en 1958 volvió a levantarse, esta vez de ladrillo. La torre tiene una altura de 30 m.
En primavera se celebran importantes fiestas. A principios de marzo, se celebra la festividad de Hetan Marianpäivät, el día de María; y un poco más adelante el Hetan musiikkipäivät, el día de la música.